# YG Marley
Джошуа Неста «YG» Марлі (англ. Joshua Nesta Marley 5 грудня 2001, Беверлі-Гіллз, Каліфорнія) — американський співак і автор пісень. Син репера та співачки Лорін Гілл і колишнього футболіста Рохана Марлі, а також онук піонера реггі Боба Марлі. Отримав проривний успіх зі своїм дебютним синглом «Praise Jah in the Moonlight», який увійшов до топ-40 Billboard Hot 100 і потрапив до першої десятки у Великій Британії, Новій Зеландії, Норвегії та Швеції.

## Раннє життя та кар'єра
Джошуа Неста Марлі народився 5 грудня 2001 року в Беверлі-Гіллз, Каліфорнія. Є сином американської співачки/репера Лорін Гілл і ямайського футболіста Рохана Марлі. Його батьки ніколи не були офіційно одружені, але мали довгострокове партнерство протягом 15 років. Також є онуком реггі-музиканта Боба Марлі. У Марлі є багато братів і сестер між його батьками, включаючи сестру моделі Села Марлі та зведеного брата, колишнього гравця НФЛ Ніко Марлі.
Виріс у Саут-Орандж, штат Нью-Джерсі. У дитинстві Марлі часто приєднувався до своєї матері на сцені на її концертах. У віці дев'яти років заявив публіці на концерті Гілл: «Я хочу читати реп». У 2013 році почав виконувати написані матеріали під час шоу.
У 2017 році він отримав модельну кампанію для Urban Outfitters і був показаний разом зі своєю сестрою Селою Марлі в Teen Vogue. У лютому 2018 року приєднався до своєї матері під час її виступу на вечірці Woolrich's Нью-йоркському тижні моди. Наступного місяця Марлі попередньо переглянув на той час неопублікований уривок «Nice for What» Дрейка на своєму Snapchat. У 2020 році Марлі відвідав бранч перед врученням премії «Греммі», організований Universal Music, і сказав Billboard, що «працює над новою музикою», а також заявив, що Гілл буде представлена у проєкті. У 2021 році Vibe повідомило, що він був представлений у треку під назвою «Slick» з Сели Марлі.